# Tricheremaeus conspicuus
Tricheremaeus conspicuus är en kvalsterart som beskrevs av Berlese 1916. Tricheremaeus conspicuus ingår i släktet Tricheremaeus och familjen Eremaeidae. Inga underarter finns listade i Catalogue of Life.